# Aubert Ier d'Italie
Pour les articles homonymes, voir Aubert.
Aubert Ier d'Italie ou Adalbert Ier d'Italie (v. 932/936 - † 30 avril 971, Autun) est roi associé d'Italie (roi des Lombards), avec son père Bérenger II d'Italie, de 950 à 964, et marquis d'Ivrée (Aubert II) en 965.

## Famille
Issu de la Maison d'Ivrée, son père est Bérenger II d'Italie (v. 900 - 6 juillet 966, mort en prison et enterré à Ratisbonne), fils d'Adalbert Ier (v. 900- 6 juillet 966), comte et marquis (marchese) d'Ivrée, et de sa première femme Gisèle de Frioul (Gisela di Friulia). Par sa mère, Bérenger II est le petit-fils (et Aubert Ier l'arrière-petit-fils) de Bérenger Ier de Frioul, roi d'Italie (898-900 et 902–922) et empereur d'Occident (915–924).
Sa mère est Willa d'Arles (v. 910 - apr. 966, Bamberg), fille de Boson d'Arles, comte d’Avignon, marquis de Toscane ; et de Willa (mêmes prénoms). La mère d'Aubert Ier ordonne l'emprisonnement d'Adelheid, la veuve de Lothaire (prédécesseur de son époux sur le trône d'Italie). Lorsque Othon roi de Germanie attaque son époux, elle s'enfuit avec lui à la forteresse de San Giulio, mais est capturée et emmenée avec Béranger II à Bromberg. Selon Réginon de Prüm, elle se fait nonne après la mort de son mari et avant l’enterrement de celui-ci.
Ses parents s'épousent vers 930/931. Aubert Ier est l'aîné de leurs sept enfants :
- Aubert Ier (Adalbert Ier) ;
- Guido d´Ivrée (v. 940- † lors d'une bataille sur le Po le 25 juin 965)[2] ;
- Conrad d'Ivrée (Corrado Cono) († v. 998/1001), margrave de Milan (v. 957-v. 961) ; il fait la paix avec l'empereur[2] ;
- Gisla d´Ivrée, nonne, vivante en 965[2] ;
- Gilberge d´Ivrée (Gilberga, °945-)[2] ;
- Suzanne d´Ivrée (Rozala), v. 950/960-13 décembre 1003 ou 7 février 1004, enterrée dans l'église de l'abbaye Saint-Pierre-au-Mont-Blandin à Gand. Réginon de Prüm mentionne que deux des filles de l'ex-roi Bérenger sont élevées au palais de l'empereur après avoir été amenées en Allemagne : Rozala pourrait être l'une d'elles, attendu que l'empereur a arrangé son mariage[2] ;
- Berta (? La source primaire concernant son parentage n'a pas été identifiée), abbesse de San Sisto à Piacenza en 952[2].

## Biographie
En 945 Bérenger d'Ivrée, père d'Adalbert, intervient en Italie depuis la Germanie, avec le soutien du roi de Francie orientale (Germanie) Otton Ier, et contraint à l'exil le roi d'Italie Hugues d'Arles. Celui-ci accepte d'abdiquer à condition que son fils Lothaire lui succède, ce que Bérenger lui accorde ; mais Bérenger prend le titre de summus consiliarius et la réalité du pouvoir demeure cependant entre ses mains.
En 950, Lothaire meurt, semble-t-il empoisonné sur ordre de Bérenger qui est proclamé roi d'Italie par une diète à Pavie le 15 décembre 950. Bérenger s'associe son fils Adalbert, qui est couronné avec lui, et lui destine en mariage Adélaïde de Bourgogne, veuve de Lothaire. Celle-ci ayant refusé, il la retient prisonnière dès avril 951. Mais elle parvient à s'enfuir quelques mois plus tard, en août 951, et se réfugie au  Château de Canossa sous la protection d'Albert Azzon, marquis d'Este. De là, elle appelle le roi de Germanie à son secours. Otton accourt aussitôt pour se rendre maître de l'Italie, mettant en fuite Bérenger et son fils Adalbert, puis il retourne en Saxe après avoir confié l'Italie à son gendre Conrad le Roux, et demande la main d'Adélaïde. Celle-ci accepte de l'épouser et devient reine de Germanie.
Privé de ses états, Bérenger se rend en 952 à la première diète d'Ausbourg, où ils lui sont restitués, mais avec le titre de vice-roi. L'Italie devient un fief du roi de Germanie, lequel se réserve le titre de roi des Francs et des Lombards. Cependant, dès son retour en Italie, Bérenger s'empresse d'assiéger le château de Canossa, afin de punir le marquis d'Este pour avoir offert une retraite à la reine Adélaïde. Après trois ans de siège, en 956 Albert Azzon est secouru par le roi de Germanie qui charge son fils Ludolphe d'envahir une seconde fois l'Italie. Bérenger prend de nouveau la fuite, tandis que son fils Adalbert livre bataille. Ludolphe les fait prisonniers, l'un après l'autre, puis les laisse partir libres. L'Italie est occupée par Ludolphe jusqu'à sa mort en septembre 957. Entre 957 et 960, où il est de retour à Rome, Adalbert noue des alliances en Bourgogne notamment avec Adélaïde de Vienne et Lambert de Chalon) et avec la famille de Hugues de Toscane.
Bérenger et Adalbert veulent s'emparer de nouveau de l'Italie. En 960, ils envahissent les États pontificaux, conduisant Otton Ier  à intervenir une troisième fois, cette fois à l'appel du pape. En octobre 961 Otton fait déposer Bérenger et Adalbert à la diète de Pavie. Ensuite, parvenu jusqu'à Rome, il est couronné empereur par Jean XII en février 962. La couronne impériale est restée jusque là vacante depuis la mort en 922 de Bérenger Ier, grand-père de Bérenger II et arrière-grand-père d'Adalbert.
Son frère Conrad (Conone) abandonne Adalbert, reconnaissant l'autorité de l'empereur, et est installé vers 965 comme Corrado, marquis d'Ivrée. 
Mais Bérenger poursuit la lutte, jusqu'à ce qu'il soit finalement pris avec sa femme Willa, en 964. Tous deux sont emmenés captifs à Bamberg, où Bérenger meurt en 966. Après la mort de son époux, Willa devient religieuse.
Quant à Adalbert, il erre à l'aventure de 964 à 967 en compagnie de son frère Conon ou Conrad. Adalbert revient en Italie en 965, après le retour d'Otton Ier en Allemagne, et cherche à fomenter une rébellion contre le pape Jean XIII imposé par l'empereur ; mais il est vaincu par le duc de Souabe Bouchard III, à qui l'empereur avait laissé le soin de rétablir l'ordre. Il ne réussit pas non plus à se rétablir dans la marche d'Ivrée après la mort de son frère Guy la même année.
En 968, Adalbert s'allie avec l'empereur grec Nicéphore Ier Phocas dans le conflit qui l'oppose à Otton Ier pour le contrôle des Pouilles et de la Calabre L'année suivante, à la fin des hostilités entre les deux empires après le meurtre de Nicéphore Ier, Adalbert dans un dernier baroud d'honneur tente une alliance avec le puissant comptoir Sarrazin de Fraxinetum (La Garde-Freinet) niché au cœur du Massif des Maures puis se réfugie en Bourgogne où il meurt à Autun vers 971.

## Mariage et descendance
Il se marie avec Gerberge (en), fille d'Adélaïde de Vienne et de Chalon. Cette union a pu être consommée à partir de 960 quand Adalbert a repris provisoirement pied en Italie. De ce mariage est issu :
- Otte-Guillaume de Bourgogne (~962-1026) (comte de Mâcon et comte de Bourgogne)[7].